# وصفي ميرزا
وصفي ميرزا باشا وصفي (1914-1989)، سياسي أردني. وُلِد في عمان في الأردن عام 1914م، وهو الابن الوحيد لميرزا باشا وصفي زعيم الشراكسة الأول في الأردن. حصل على شهادة مدرسة صيدا الثانوية عام 1932م. خدم في سلك الجيش العربي الأردني، حيث كان ضابطاً في الجيش العربي الأردني عام 1938م.

## عمله الحزبي والبرلماني
كان وصفي ميرزا عضواً مؤسّساً في حزب اللجنة التنفيذية للمؤتمر الأردني في 13 يونيو 1944م، وعضواً مؤسّساً في الحزب العربي الأردني برئاسة الدكتور أبو غنيمة. أصبح عضواً في مجلس النواب الأردني في أول انتخابات نيابية لمجلس الأمة، والتي جرت في 20 تشرين أول 1947م عن قضاء عمان. تكرّرت عضويته لمجلس النواب في انتخابات المجلس الثاني في 20 نيسان 1950م، والمجلس الثالث في 1 أيلول 1951م، والمجلس الرابع في 16 تشرين أول 1954م، والمجلس الخامس في الفترة 1956-1961م، والمجلس السادس في الفترة 1961–1962م، والمجلس الثامن في الفترة 1963–1966م، ثم أصبح عضواً في المجلس الوطني الاستشاري في الفترة 1978-1980م.
عُيّن وصفي ميرزا عضواً في مجلس الأعيان الأردني السابع عام 1967م، وعضواً في مجلس الأعيان التاسع عام 1971م، والمجلس العاشر عام 1973م، وعضواً في مجلس الأعيان الحادي عشر عام 1974م، وفي مجلس الأعيان الثالث عشر عام 1983م، وعضواً في مجلس الأعيان الرابع عشر منذ عام 1984م وحتى عام 1988م.

## عمله الوزاري
تقلّد وصفي ميرزا مناصب وزارية مختلفة سبع مرات. حيث تولّى منصب وزير الزراعة في حكومة توفيق أبو الهدى الحادية عشرة في 4/5/1954م، وكذلك في وزارته الثانية عشرة في 24/10/1954م. ثم عمل وزيراً للداخلية في وزارة هزاع المجالي في 6 أيار 1959م، ثم أصبح وزيراً للداخلية والدفاع في التعديل الوزاري في 20 أيلول 1959م. ثم أصبح وزيراً للزراعة والشؤون الاجتماعية عام 1960م في وزارة بهجت التلهوني الأولى، ووزيراً للدفاع في وزارة التلهوني الثانية عام 1961م. ثم وزيراً للداخلية في وزارة وصفي التل الرابعة عام 1966م. ومن ثم وزيراً للداخلية والشؤون البلدية والقروية عام 1967م في وزارة الشريف حسين بن ناصر الثالثة.

## عمله الاجتماعي
كان وصفي ميرزا من نشطاء المجتمع الشركسي، بالإضافة لنشاطاته السياسية الوطنية الكثيرة، وهو الذي تلى على الاجتماع الشركسي الحاشد وثيقة تحديد المهور الشركسية المشهورة والتي جرى التوقيع عليها في الجمعية الخيرية الشركسية عام 1952م. عمل على إخراج كتاب وثائقي هام عن سيرة حياة والده بعنوان: «الميرالاي ميرزا باشا وصفي»، وكتاباً آخر مترجم بعنوان: «رحلات في الأقاليم الجنوبية الشركسية». تولّى رئاسة الهيئة الإدارية الحادية عشرة للجمعية الخيرية الشركسية في الفترة من 30/11/1945 وحتى 2/4/1948م.

## وفاته
توفي وصفي ميرزا في آذار عام 1989م بعد حياة حافلة بالعطاء.